# Велоінфраструктура Дніпра
Велоінфраструктура Дніпра — сукупність засобів, елементів вуличної мережі, споруд та малих архітектурних форм, що призначені для користувачів велосипедів в місті Дніпро або стосуються використання велосипедів.

## Історія розвитку
Першим елементом велоінфраструктури в Дніпрі стала дорожня розмітка 1.15, яка позначає місце перетину велодоріжкою проїжджої частини дороги. Таку розмітку в 2013 році наніс на проїзді до прибудинкової території забудовник на вимогу мерії, адже в цьому місці велосипедна доріжка мала проходити відповідно до генплану міста. Її довжина склала 6 метрів.
В 2014 році велоактивісти самостійно створили першу в місті велосипедну доріжку. Велодоріжку нанесли фарбою на алеї центрального проспекту міста. Активісти намалювали смугу, яка відділяє пішохідну ділянку від велосипедної, також нанесли піктограму пішохода, велосипеда та стрілки з напрямком руху. На розмітку витратили близько 30 літрів фарби білого кольору. Акцію провели на День конституції. Хоча ця велодоріжка не була офіційною, але стала першою в місті. В той же день активісти розмістили перед міськрадою напис «Мер! Де велодоріжки?».
Перші офіційні велодоріжки з'явились в Дніпрі в 2015 році. Дві велосипедні доріжки були створені в рамках реконструкції проспектів Дмитра Яворницького та Миру. Споруджено велодоріжки були за допомогою покриття тротуарною плиткою іншого кольору (велодоріжка — червоного, пішохідна ділянка — сірого кольору). На їх створеннями працювали департамент ЖКГ разом із велоактивістами, довжина склала 1200 метрів.  Цікавою особливістю цих велодоріжок є те, що вони не лише відрізняються кольором покриття, але й крім стандартних піктограм велосипеда за ДСТУ (дорожня розмітка 1.29) також були нанесені стрілки з напрямком руху та "зебри" в місцях перехрещення велодоріжки з пішохідними потоками.
Лобіюють розвиток велоінфраструктури в місті велоактивісти та учасники громадських об'єднань, що входять до складу Дніпропетровської асоціації екстремальних видів спорту. Зараз Дніпро має програму розвитку велоінфраструктури міста.
У Дніпрі планують реалізувати 29 проектів з будівництва велодоріжок і велопарковок до 2019 року. Відповідно до обіцянок заступника міського голови з житлово-комунального господарства, одна з велодоріжок простягнеться в межах житлових масивів Парус та Перемога. Інші будуть розміщені на автодорожньому мосту №2, на Набережній Перемоги, на проспекті Пушкіна, на Набережній Заводській - на відрізку від Кайдацького до Амурського мосту, в парку Глоби та на проспектах Свободи, Дмитра Яворницького, Гагаріна.

## Велопарковки
Велопарковки зараз встановлені переважно приватними структурами. Вони належать власникам магазинів, торгових мереж або волонтерам.
В місті можна побачити також зелені велостоянки, поставлені студентами в рамках акції «Велосипедом на навчання». Єдиного формату у них немає, їх вигляд дуже різноманітний.
В 2017 році міська велопарковка з'явилася біля Дніпровської міської ради — 5 стійок для кріплення велосипеда П-подібного дизайну.